# Mangum, Oklahoma
Mangum är administrativ huvudort i Greer County i Oklahoma. Orten har fått namn efter markägaren A.S. Mangum. Vid 2010 års folkräkning hade Mangum 3 010 invånare.